# 跟拍到你家 (電視劇)
《跟拍到你家》是日本東京電視台於2021年8月14日至9月25日播出的電視劇，由龍星涼主演。
台灣由friDay影音自8月15日起每週日獨家跟播。

## 登場人物

### 主要人物
- 玉岡直人：龍星涼[1]

綜藝節目《跟拍到你家》的導演。
- 柏崎瞳：西岡純子

《跟拍到你家》的製作人。
- 山中：曾田陵介

《跟拍到你家》的年輕導演。

### 各集登場人物
粗體為取材對象。

#### 第1集
- 湊久美子〈28〉：志田未來[3]

佳則的同居女友。
- 柴田佳則〈28〉：岡田龍太郎

久美子的同居男友，在1年前失去記憶。
- 下島：櫻井聖

佳則的主治醫師。
- 久美子的媽媽：工藤時子（聲音出演）

#### 第2集
- 祐里香：馬場富美加[4]

龍太的女友。
- 龍太：伊藤旭輝

祐里香的男友。

#### 第3集
- 村松清美：研直子[4]

勝彥的妻子。
- 村松勝彥：菅原大吉

清美的丈夫。

#### 第4集
- 中尾千春：川島海荷[4]

和廣的妻子。
- 中尾和廣：小野塚勇人

千春的丈夫。

#### 第5集
- 綾乃：剛力彩芽[4]

良平的女友。
- 中島良平：堀井新太

綾乃的男友。

#### 第6集
- 荒木淳：坪倉由幸（我們家）[4]

真美的丈夫。
- 荒木真美：野波麻帆

淳的妻子。

#### 第7集
- 清野智子：鈴木杏[4]

勝的前女友。
- 谷田勝：尾上寬之

智子的前男友。

## 製作人員
- 編劇：政池洋佑、井上季子、高尾苑子
- 導演：二宮崇、吉村慶介、菊池俊次
- 總製作人：稻田秀樹（東京電視台）
- 製作人：澀谷未來（The icon）、矢野口真實（The icon）
- 主題曲：she9
- 製作協力：The icon
- 製作著作：東京電視台

## 播出日程
| 集數  | 播出日期 | 編劇              | 導演     |
| ----- | -------- | ----------------- | -------- |
| 第1話 | 8月14日  | 政池洋佑          | 二宮崇   |
| 第2話 | 8月21日  | 政池洋佑          | 吉村慶介 |
| 第3話 | 8月28日  | 政池洋佑          | 吉村慶介 |
| 第4話 | 9月4日   | 井上季子          | 二宮崇   |
| 第5話 | 9月11日  | 高尾苑子 政池洋佑 | 二宮崇   |
| 第6話 | 9月18日  | 政池洋佑          | 菊池俊次 |

## 外部連結
- 官方网站（日語）
  - 跟拍到你家的X（前Twitter）（日語）
  - 跟拍到你家的Instagram帳戶（日語）

| 日本 東京電視台 每週六 23:25 - 23:55                        | 日本 東京電視台 每週六 23:25 - 23:55        | 日本 東京電視台 每週六 23:25 - 23:55 |
| ----------------------------------------------------------- | ------------------------------------------- | ------------------------------------ |
|                                                             | 跟拍到你家 （2021年8月14日－2021年9月25日） |                                      |
| 女人的戰爭～單身漢殺人事件～ （2021年7月3日－2021年8月7日） | 廢檔                                        |                                      |